# Genoa Cricket and Football Club 1914-1915
Questa voce raccoglie le informazioni riguardanti il Genoa Cricket and Football Club nelle competizioni ufficiali della stagione 1914-1915.

## Stagione
Il Genoa rinuncia a buona parte dei suoi stranieri, poiché lasciano il club John Grant, Hans Schmidt e Maxime Surdez, sostituiti da calciatori italiani.
Gli ingaggi più importanti furono quelli dei vercellesi Felice Berardo e di Angelo Mattea; questi ingaggi causarono l'intervento della Federazione che comminò la squalifica del Campo di Marassi, costringendolo a giocare allo Stadium per due turni, e una multa al club. Tra l'altro Mattea rinunciò al trasferimento e rimase con i piemontesi.
Il Genoa esordì in campionato il 4 ottobre contro l'Acqui nella vittoria esterna per 16-0, che risulta la più pesante vittoria esterna nel campionato italiano: essa fu dovuta, oltre al maggior tasso tecnico dei rossoblu, anche al fatto che i piemontesi dovettero affrontare l'intera partita in 9 a causa di alcune irregolarità nel tesseramento di due suoi giocatori.

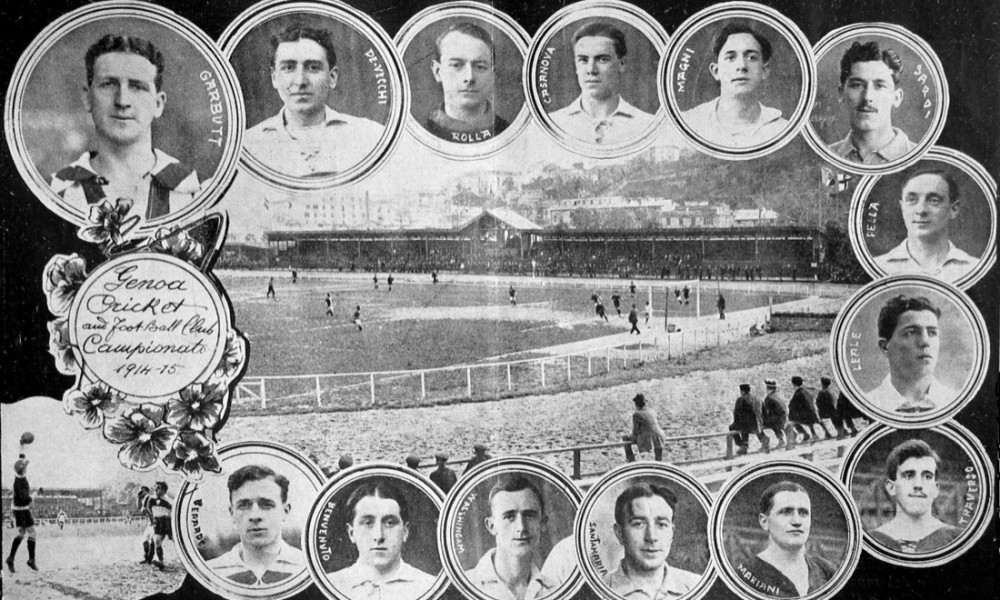
Medaglione del Genoa campione 1914-1915

Il campionato venne interrotto a una giornata dal termine del Girone Finale che il Genoa conduceva a causa dell'entrata in guerra dell'Italia. Il campionato venne assegnato al Grifone dalla FIGC solo al termine del conflitto, nel 1921, poiché era la società che guidava il girone settentrionale della Prima Categoria 1914-1915.
Due giocatori rossoblù non seppero mai di aver vinto il campionato, poiché erano deceduti durante il conflitto; si trattava di Adolfo Gnecco e di Claudio Casanova che si aggiunsero agli altri soci del Genoa, come James Spensley, Luigi Ferraris e Alberto Sussone.

## Divise
La maglia per le partite casalinghe presentava i colori attuali (anche se la dicitura ufficiale era rosso granato e blu) ma a differenza di oggi il blu era posizionato a destra.
La seconda maglia era la classica maglia bianca con le due strisce orizzontali rosso-blu sormontate dallo stemma cittadino.

## Organigramma societario
Area direttiva
- Presidente: George Davidson

Area tecnica
- Allenatore: William Garbutt

## Rosa
| N. |                     | Ruolo | Calciatore             |
| -- | ------------------- | ----- | ---------------------- |
|    | Italia (bandiera)   | P     | Francesco Costa        |
|    | Italia (bandiera)   | P     | Adolfo Gnecco          |
|    | Italia (bandiera)   | P     | Pasquale Lissone       |
|    | Italia (bandiera)   | P     | Giacomo Rolla          |
|    | Italia (bandiera)   | D     | Claudio Casanova       |
|    | Italia (bandiera)   | D     | Renzo De Vecchi        |
|    | Italia (bandiera)   | D     | Carlo Ferrari          |
|    | Italia (bandiera)   | D     | Ruggero Maineri        |
|    | Italia (bandiera)   | C     | Mario Barabino         |
|    | Italia (bandiera)   | C     | Luigi Benvenuto        |
|    | Italia (bandiera)   | C     | Tito Davanzelli        |
|    | Svizzera (bandiera) | C     | Konrad Walter Herrmann |

| N. |                        | Ruolo | Calciatore                 |
| -- | ---------------------- | ----- | -------------------------- |
|    | Italia (bandiera)      | C     | Ettore Leale               |
|    | Italia (bandiera)      | C     | Alessandro Magni           |
|    | Italia (bandiera)      | C     | Pietro Pella               |
|    | Italia (bandiera)      | C     | Enrico Sardi               |
|    | Italia (bandiera)      | C     | Domenico Sedino            |
|    | Italia (bandiera)      | C     | Giovanni Battista Traverso |
|    | Italia (bandiera)      | A     | Felice Berardo             |
|    | Italia (bandiera)      | A     | Augusto Bergamino          |
|    | Italia (bandiera)      | A     | Luigi Magnano              |
|    | Italia (bandiera)      | A     | Edoardo Mariani            |
|    | Italia (bandiera)      | A     | Aristodemo Santamaria      |
|    | Inghilterra (bandiera) | A     | Percy Walsingham           |

## Calciomercato
| Acquisti | Acquisti               | Acquisti           | Acquisti |
| R.       | Nome                   | da                 | Modalità |
| -------- | ---------------------- | ------------------ | -------- |
| C        | Mario Barabino         | Andrea Doria       |          |
| A        | Felice Berardo         | Pro Vercelli       |          |
| A        | Augusto Bergamino      | Genoa II           |          |
| C        | Tito Davanzelli        | Liguria            |          |
| D        | Carlo Ferrari          | Genoa II           |          |
| P        | Adolfo Gnecco          | Liguria            |          |
| C        | Konrad Walter Herrmann | Libero             |          |
| P        | Pasquale Lissone       | Roman              |          |
| A        | Luigi Magnano          | Audace Genova      |          |
| C        | Domenico Sedino        | Raffaele Rubattino |          |

| Cessioni | Cessioni                | Cessioni                  | Cessioni |
| R.       | Nome                    | da                        | Modalità |
| -------- | ----------------------- | ------------------------- | -------- |
| C        | Eduard Bauer            | Libero                    |          |
| D        | Italo Brughera          | Genoa II                  |          |
| A        | Franco Campodonico      | Spes Genova               |          |
| A        | Ernesto Crocco          | Genoa II                  |          |
| C        | Felice Crocco           | Libero                    |          |
| A        | Giulio Crocco           |                           |          |
| C        | Angelo Dellacasa        | Alessandria               |          |
| A        | John Grant              | Northern Nomads Bruxelles |          |
| A        | Giovanni Battista Piano | Genoa II                  |          |
| P        | Carlo Pulvirenti        | Genoa II                  |          |
| P        | Eugenio Puppo           | Libero                    |          |
| C        | Hans Schmidt            | Greuther Fürth            |          |
| P        | Maxime Surdez           | Libero                    |          |

## Risultati

### Prima Categoria

#### Girone A

##### Girone d'andata
| Arbitro: | Resegotti (Milano) |

|  |           |           |
|  | Marcatori | 25’? pt ? |

| Arbitro: | Borda (Torino) |

|                                                          |           |  |
| Santamaria 1’, 7’, 40’ Sardi 27’, 61’, 83’ Benvenuto 32’ | Marcatori |  |

| Arbitro: | Mauro (Milano) |

|                                              |           |  |
| De Vecchi 15’ (rig.) Benvenuto 80’ Sardi 90’ | Marcatori |  |

| Arbitro: | Scamoni (Torino) |

|                                |           |  |
| Ticozzelli 18’ Grillo 57’, 63’ | Marcatori |  |

| Arbitro: | Pippo (Genova) |

|              |           |                                    |
| Marchetti 5’ | Marcatori | 30’, 32’ Santamaria 44’, 69’ Sardi |

##### Girone di ritorno
| Arbitro: | Vagge (Genova) |

| |           |  |
| Walsingham 14’, 24’, 56’ Mariani 19’ Sardi 19’, 71’, 78’, 85’ Santamaria 26’, 51’, 88’ De Vecchi 32’ | Marcatori |  |

| Arbitro: | Brunetti (Torino) |

|  |           |                                                                              |
|  | Marcatori | 29’ Santamaria 34’ Sardi 38’ Santamaria 55’ Sardi 74’ Mariani 87’ Walsingham |

| Arbitro: | Gregorio (Milano) |

|  |           |                                                                                                 |
|  | Marcatori | 11’, 61’ Walsingham 25’, 70’ Santamaria 49’ (rig.) De Vecchi 52’ Traverso 64’ Mariani 73’ Sardi |

| Arbitro: | Mauro (Milano) |

|                         |           |             |
| Magni 7’ Walsingham 31’ | Marcatori | 63’ Carcano |

| Arbitro: | Fontana (Alessandria) |

|                                      |           |  |
| Santamaria 1’ Sardi 19’ Herrmann 78’ | Marcatori |  |

#### Girone A semifinale

##### Girone d'andata
| Arbitro: | Pedroni (Milano) |

|                                                       |           |  |
| De Vecchi 2’ (rig.) Benvenuto 35’ Sardi 52’ Magni 60’ | Marcatori |  |

| Arbitro: | Tessari (Padova) |

|  |           |                                 |
|  | Marcatori | 25’, 85’ Santamaria 35’ Berardo |

| Arbitro: | Pedroni (Milano) |

|                                    |           |  |
| Walsingham 36’ Santamaria 54’, 63’ | Marcatori |  |

##### Girone di ritorno
| Arbitro: | Pedroni (Milano) |

|                       |           |                                             |
| Giriodi 12’ Baldi 82’ | Marcatori | 78’, 80’ Santamaria 64’ Mariani 88’ Berardo |

| Arbitro: | Brunetti (Torino) |

|                                                                        |           |                |
| Santamaria 1’, 9’, 28’, 30’, 32’, 64’ Walsingham 44’ Sardi Berardo 84’ | Marcatori | 29’ Migliorini |

| Arbitro: | Pedroni (Milano) |

|                         |           |             |
| Passeroni 7’ Varese 52’ | Marcatori | 57’ Berardo |

#### Girone finale
| Arbitro: | Portigliatti (Torino) |

|             |           |                |
| Ferrario 1’ | Marcatori | 13’ Santamaria |

| Arbitro: | Laugeri (Torino) |

|                                          |           |                          |
| Santamaria 16’, 40’, 67’ ? 54’ Sardi 72’ | Marcatori | 14’ Crotti 27’ Bontadini |

| Arbitro: | Pedroni (Milano) |

|                                                        |           |                |
| Mosso III 3’ Fiamberti 15’, 78’ Mosso I 40’ Tirone 84’ | Marcatori | 51’ Santamaria |

| Arbitro: | Pedroni (Milano) |

|                                                |           |  |
| Walsingham 5’ Berardo 33’ De Vecchi 61’ (rig.) | Marcatori |  |

| Arbitro: | Pedroni (Milano) |

|            |           |                                  |
| Agradi 12’ | Marcatori | 8’ ? 60’ Berardo 75’ Bergamino I |

| Genova 23 maggio 1915 | Genoa | – referto | Torino | Campo Genoa Cricket & Football Club |

## Statistiche

### Statistiche di squadra
| Competizione    | Punti | In casa | In casa | In casa | In casa | In casa | In casa | In trasferta | In trasferta | In trasferta | In trasferta | In trasferta | In trasferta | Totale | Totale | Totale | Totale | Totale | Totale | DR  |
| Competizione    | Punti | G       | V       | N       | P       | Gf      | Gs      | G            | V            | N            | P            | Gf           | Gs           | G      | V      | N      | P      | Gf     | Gs     | DR  |
| --------------- | ----- | ------- | ------- | ------- | ------- | ------- | ------- | ------------ | ------------ | ------------ | ------------ | ------------ | ------------ | ------ | ------ | ------ | ------ | ------ | ------ | --- |
| Prima Categoria | 35    | 10      | 10      | 0       | 0       | 51      | 5       | 11           | 7            | 1            | 3            | 48           | 16           | 21     | 17     | 1      | 3      | 99     | 21     | +78 |

### Statistiche dei giocatori
| Giocatore      | Prima Categoria | Prima Categoria |
| Giocatore      | Presenze        | Reti            |
| -------------- | --------------- | --------------- |
| M. Barabino    | 2               | 0               |
| L. Benvenuto   | 13              | 3               |
| F. Berardo     | 10              | 6               |
| A. Bergamino   | 3               | 1               |
| C. Casanova    | 21              | 0               |
| F. Costa       | 0               | 0               |
| T. Davanzelli  | 1               | 0               |
| R. De Vecchi   | 20              | 4               |
| C. Ferrari     | 2               | 0               |
| A. Gnecco      | 5               | 0               |
| K. Herrmann    | 1               | 1               |
| E. Leale       | 19              | 0               |
| P. Lissone     | 5               | 0               |
| L. Magnano     | 2               | 0               |
| A. Magni       | 18              | 2               |
| R. Maineri     | 1               | 0               |
| E. Mariani     | 20              | 3               |
| P. Pella       | 13              | 0               |
| G. Rolla       | 11              | 0               |
| A. Santamaria  | 20              | 26              |
| E. Sardi       | 20              | 10              |
| D. Sedino      | 1               | 0               |
| G. B. Traverso | 5               | 1               |
| P. Walsingham  | 18              | 7               |